# Przygody Francjona

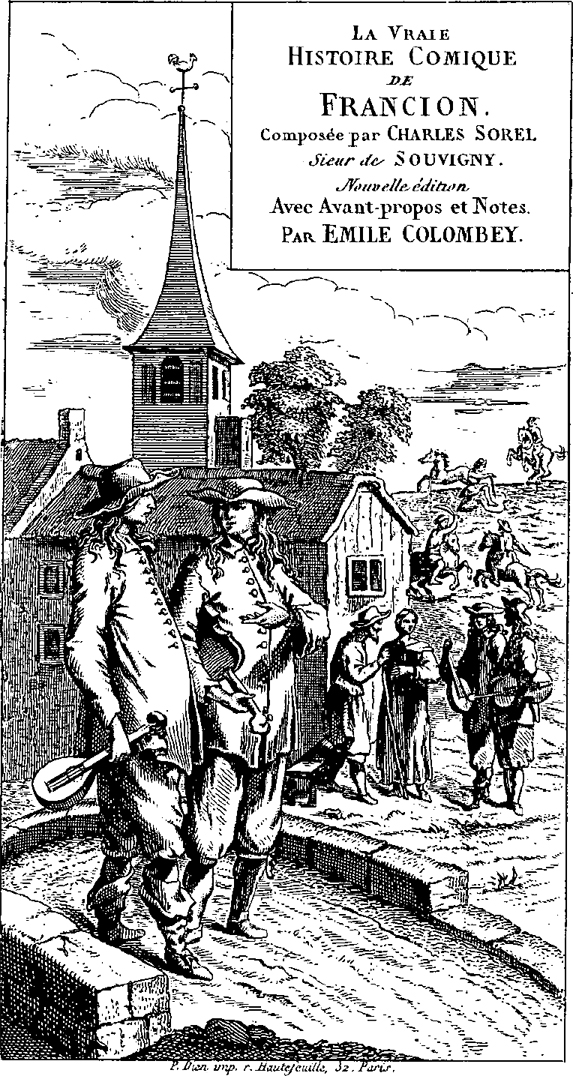
Ilustracja do Przygód Francjona w wydaniu z 1858

Przygody Francjona. Opowieść ucieszna (oryg. starofrancuski la Vraye Histoire comique de Francion, współczesny fr. Histoire comique de Francion) – powieść Charlesa Sorela, reprezentująca gatunek francuskiej barokowej powieści komicznej. 

## Okoliczności powstania
Zdaniem Barbary Marczuk inspiracją dla napisania Przygód Francjona mogły być osobiste doświadczenia samego autora lub też innego literata, Teofila de Viau. Pierwsza wersja utworu, w siedmiu częściach, została opublikowana anonimowo w 1623, jednak sposób jej konstrukcji wyraźnie zapowiadał ciąg dalszy. Trzy lata później Przygody... zostały wydane po raz drugi razem z zapowiedzianą czterotomową kontynuacją i z szeregiem przeróbek odautorskich, których celem była zmiana wymowy ideowej tekstu. Sorel, pragnąc uniknąć oskarżeń o propagowanie idei libertyńskich i sprzecznych z moralnością katolicką, usunął najbardziej obsceniczne fragmenty pierwotnego utworu i dodał nowe sceny o wymowie bardziej moralizatorskiej. Ostateczny wariant powieści został wydany w 1633 pod pseudonimem Nicolas de Moulinet i to w takim kształcie dzieło zyskało największą sławę.

## Treść i forma utworu
Główny bohater, Francjon, zubożały szlachcic, porzuca naukę w kolegium w Lisieux, zniechęcony do wszelkiej edukacji. Bez celu podróżując po kraju, zakochuje się w Laurettcie, żonie starego szlachcica Walentyna i dawnej prostytutce. Usiłując zdobyć jej względy, zyskuje poparcie Agaty, starej stręczycielki, która niegdyś wychowała młodą dziewczynę. Po zdobyciu Lauretty Francjon przypadkowo wchodzi w posiadanie portretu olśniewająco pięknej Nais, o której nic nie wie. Mimo tego udaje się na jej poszukiwania i wyprowadziwszy w pole kilku zakochanych w niej rycerzy doprowadza do małżeństwa. Zgodnie z konwencją francuskiej powieści barokowej, obok głównego wątku rozgrywał się szereg epizodów pobocznych, wprowadzanych poprzez opowiadania i wspomnienia głównego bohatera oraz osób, jakie spotykał w czasie podróży. W ostatecznej redakcji powieści ważną rolę odgrywały również wtrącenia samego narratora, mające nadawać tekstowi bardziej moralistyczny charakter i sugerować przesłanie tekstu: Francjon, poszukując najpierw wyłącznie miłości erotycznej, rozczarował się, więc w typowy dla siebie awanturniczy sposób postanowił zdobyć prawdziwe, idealne uczucie, którego spełnieniem stała się dlań Nais.

## Cechy utworu

### Przynależność gatunkowa tekstu
Przygody Francjona powstały pod wyraźnym wpływem współczesnej Sorelowi powieści heroicznej, opiewającej wspaniałe czyny rycerzy. Stąd w strukturze utworu widoczne są jej elementy: bezpośrednie wprowadzenie w akcję (in medias res), liczne zwroty akcji, bogactwo wątków fabularnych. Typowe dla literatury heroicznej były również tematy takie jak poszukiwanie ukochanej, zakazana miłość, rywalizacja z innymi rycerzami. Równocześnie Sorel pozostawał pod wyraźnym wpływem powieści pikarejskiej: bohaterami utworu były prostytutki, złodzieje i inni pospolici przestępcy, zaś tytułowy Francjon, zrażony do panujących reguł społecznych, konsekwentnie je łamał. Wyraźną cechą odróżniającą Przygody Francjona od dzieł nurtu łotrzykowskiego było jednak szlacheckie pochodzenie głównej postaci oraz fakt, że Francjon - w odróżnieniu od typowych picaro - kierował się w życiu nie tylko doraźnym celem przeżycia, ale też układał plany bardziej długofalowe oraz przedstawiał swoje refleksje na tematy społeczne. Nie jest pewnym, czy te odstępstwa od poetyki powieści łotrzykowskiej wynikały ze świadomej intencji autora, by jego dzieło odgrywało rolę poważniejszą niż typowa satyra mimo zbliżonej do niej formy, czy też stanowiły zabieg mający na celu odwrócenie od powieści uwagi krytyki surowo reagującej na niemoralne wątki we współczesnej literaturze. 
W odniesieniu do Przygód Francjona używany był termin "powieść realistyczna", który jednak nie utożsamiał utworu z dziełami reprezentującymi nurt realistyczny w literaturze późniejszej. Podkreślał on jedynie fakt, że Sorel w swoim utworze celowo rezygnował z panującej konwencji pisania o wydarzeniach wzniosłych i stylem wysokim, by ukazywać problemy bliższe czytelnikowi, w sposób umożliwiający mu utożsamienie się z bohaterem. Równocześnie dzieło w specyficzny sposób mieszało elementy obyczajowej satyry i krytyki wszystkich grup społecznych (obraz każdej z nich wprowadzany był w toku kolejnych przeżyć Francjona) z epizodami nierealistycznymi i niezwykłymi zbiegami okoliczności. Elementy przygodowe łączą się w powieści z fragmentami bliskimi sentymentalizmowi, ustępami moralistycznymi oraz z fragmentami o charakterze erotycznym, tworząc w obrębie jednego utworu wrażenie synkretyzmu gatunkowego.

### MoralnośćPrzygód Francjona
Na kartach Przygód Francjona przedstawiony został specyficzny typ moralności reprezentowanej przez głównego bohatera i stanowiącej specyficzną modyfikację wartości głoszonych przez powieść łotrzykowską. Francjon głosi zupełną wolność jednostki, której przejawem jest zaspakajanie wszelkich potrzeb własnych, całkowita niezależność w stosunkach społecznych, a zatem wynikająca z niej niezdolność do prowadzenia spokojnego życia, które zastępuje ciągła włóczęga i poszukiwanie przygód. Tego typu hierarchia wartości jest jednak zastrzeżona wyłącznie dla szlachty; bohater nie ukrywa swojej wzgardy dla przedstawicieli "pospólstwa", sprzeciwia się wszelkim radykalnym zmianom w strukturze społecznej. Jego myślenie na tematy bardziej abstrakcyjne jest stereotypowe i mało wyszukane.

## Recepcja i wpływ na dalszą literaturę
Ostatni wariant powieści, wydany w 1633, zyskał ogromną popularność. Do końca XVII wieku Przygody Francjona były kilkanaście razy wznawiane. Powieść, obok twórczości de Viau, stała się manifestem pierwszego pokolenia libertynów francuskich, których idee w dużej mierze odzwierciedlała postawa Francjona. Dzieło Sorela przyczyniło się również do rozwoju powieści w środowisku mieszczańskim równolegle do powstawania dzieł tego gatunku w kręgach arystokratycznych (Księżna de Clèves), a pośrednio - do rozwoju powieści ukierunkowanej na wierne przedstawienie świata współczesnego twórcy (nowoczesna powieść realistyczna).